# Orthetrum microstigma
Orthetrum microstigma là một loài chuồn chuồn ngô thuộc họ Libellulidae. Nó được tìm thấy ở Angola, Cameroon, Cộng hòa Trung Phi, Cộng hòa Congo, Cộng hòa Dân chủ Congo, Bờ Biển Ngà, Guinea Xích Đạo, Gabon, Ghana, Guinea, Guinea-Bissau, Kenya, Liberia, Mali, Nigeria, Sierra Leone, Sudan, Tanzania, Uganda, và Zambia. Môi trường sống tự nhiên của chúng là đầm lầy nhiệt đới hoặc cận nhiệt đới.